# Rhodia
Rhodia es uno de los principales grupos de la industria química francesa, especializado en química fina, fibras sintéticas y polímeros. Rhodia nace del grupo Rhône-Poulenc. Rhodia cuenta con una red industrial, comercial, logística y de investigación y desarrollo extendida a todos los continentes, excepto Oceanía (Australia).
En 2011, la compañía fue objeto de una OPA lanzada por el grupo Solvay. La entidad principal se llama Rhodia Opérations.